# Felice Caronni
Felice Caronni, född 1747, död 1815, var en italiensk numismatiker och arkeolog. 
Han föll 1804 offer för slavhandeln på Barbareskkusten sedan han tillfångatagits av barbareskpiraterna, och utgav en skildring av sina erfarenheter i slaveri i Tunisien. Hans skildring av slaveri tillhörde de sista och de få italienska.